# Gypsophila altissima
Gypsophila altissima är en nejlikväxtart som beskrevs av Carl von Linné. Gypsophila altissima ingår i släktet slöjor, och familjen nejlikväxter. Inga underarter finns listade i Catalogue of Life.